# Communauté de communes Saint-Pourçain Sioule Limagne
La communauté de communes Saint-Pourçain Sioule Limagne est une communauté de communes française, située dans le département de l'Allier en région Auvergne-Rhône-Alpes.

## Historique
Le schéma départemental de coopération intercommunale (SDCI) de l'Allier, dévoilé en octobre 2015, proposait la fusion des communautés de communes en Pays Saint-Pourcinois, Sioule, Colettes et Bouble et du Bassin de Gannat. Il est confirmé en mars 2016.
La fusion de ces trois communautés de communes est prononcée par l'arrêté préfectoral no 3222/2016 du 8 décembre 2016. 56 des 61 communes (sauf Contigny, Poëzat, Saint-Pont, Le Theil et Verneuil-en-Bourbonnais) ont donné un avis favorable à cette fusion. La structure intercommunale prend le nom de « Saint-Pourçain Sioule Limagne ».
La commune de Saint-Pont a décidé de se retirer de Saint-Pourçain Sioule Limagne pour rejoindre la communauté d'agglomération Vichy Communauté. Les élus de la communauté de communes ont approuvé cette décision lors de la séance du conseil communautaire du 22 juin 2017 à Jenzat. Le changement d'intercommunalité de la commune a été approuvé par l'arrêté préfectoral du 8 décembre 2017, avec effet au 1er janvier 2018.

### Identité visuelle

Logo à sa création.

## Territoire communautaire

### Géographie
La communauté de communes Saint-Pourçain Sioule Limagne est située au sud du département de l'Allier.

### Composition
La communauté de communes est composée des 60 communes suivantes :

| Nom                               | Code Insee | Gentilé          | Superficie (km2) | Population (dernière pop. légale) | Densité (hab./km2) |
| --------------------------------- | ---------- | ---------------- | ---------------- | --------------------------------- | ------------------ |
| Saint-Pourçain-sur-Sioule (siège) | 03254      | Saint-Pourcinois | 35,67            | 4 894 (2022)                      | 137                |
| Barberier                         | 03016      |                  | 8,08             | 142 (2022)                        | 18                 |
| Bayet                             | 03018      | Bayétois         | 22,58            | 673 (2022)                        | 30                 |
| Bègues                            | 03021      | Béguois          | 8,3              | 229 (2022)                        | 28                 |
| Bellenaves                        | 03022      | Bellenavois      | 34,88            | 986 (2022)                        | 28                 |
| Biozat                            | 03030      | Biozatois        | 16,46            | 923 (2022)                        | 56                 |
| Bransat                           | 03038      | Bransatois       | 15,52            | 529 (2022)                        | 34                 |
| Broût-Vernet                      | 03043      | Broût-Vernetois  | 31,71            | 1 209 (2022)                      | 38                 |
| Cesset                            | 03049      | Cessetois        | 12,19            | 428 (2022)                        | 35                 |
| Chantelle                         | 03053      | Chantellois      | 10,96            | 1 124 (2022)                      | 103                |
| Chareil-Cintrat                   | 03059      | Chareillois      | 12,77            | 385 (2022)                        | 30                 |
| Charmes                           | 03061      | Charmois         | 8,19             | 374 (2022)                        | 46                 |
| Charroux                          | 03062      | Charlois         | 10,43            | 340 (2022)                        | 33                 |
| Chezelle                          | 03075      | Chezellois       | 7,33             | 158 (2022)                        | 22                 |
| Chirat-l'Église                   | 03077      | Chiratois        | 18,48            | 128 (2022)                        | 6,9                |
| Chouvigny                         | 03078      | Calviniens       | 13,41            | 230 (2022)                        | 17                 |
| Contigny                          | 03083      | Contignyssois    | 17,93            | 575 (2022)                        | 32                 |
| Coutansouze                       | 03089      | Sabotiers        | 13,42            | 158 (2022)                        | 12                 |
| Deneuille-lès-Chantelle           | 03096      | Deneuillois      | 8,21             | 93 (2022)                         | 11                 |
| Ébreuil                           | 03107      | Fiolants         | 23,22            | 1 292 (2022)                      | 56                 |
| Échassières                       | 03108      | Échassiérois     | 23,4             | 369 (2022)                        | 16                 |
| Escurolles                        | 03109      | Escurollois      | 13,27            | 797 (2022)                        | 60                 |
| Étroussat                         | 03112      | Étroussatois     | 13,03            | 663 (2022)                        | 51                 |
| La Ferté-Hauterive                | 03114      | Fertéens         | 18,88            | 260 (2022)                        | 14                 |
| Fleuriel                          | 03115      | Fleuriélois      | 28,05            | 339 (2022)                        | 12                 |
| Fourilles                         | 03116      | Fourillois       | 6,98             | 191 (2022)                        | 27                 |
| Gannat                            | 03118      | Gannatois        | 36,85            | 5 684 (2022)                      | 154                |
| Jenzat                            | 03133      | Jenzatois        | 11,64            | 521 (2022)                        | 45                 |
| Laféline                          | 03134      | Lafélinois       | 23,1             | 183 (2022)                        | 7,9                |
| Lalizolle                         | 03135      | Lalizollois      | 23,72            | 407 (2022)                        | 17                 |
| Loriges                           | 03148      | Lorigeois        | 9,48             | 354 (2022)                        | 37                 |
| Louchy-Montfand                   | 03149      | Louchyssois      | 5,33             | 406 (2022)                        | 76                 |
| Louroux-de-Bouble                 | 03152      | Lourousiens      | 16,87            | 228 (2022)                        | 14                 |
| Marcenat                          | 03160      | Marcenatais      | 18,07            | 376 (2022)                        | 21                 |
| Le Mayet-d'École                  | 03164      | Mayétois         | 6,76             | 305 (2022)                        | 45                 |
| Mazerier                          | 03166      | Mazerois         | 7,23             | 320 (2022)                        | 44                 |
| Monestier                         | 03175      | Monestiers       | 29,68            | 280 (2022)                        | 9,4                |
| Monétay-sur-Allier                | 03176      | Monétois         | 11,77            | 538 (2022)                        | 46                 |
| Monteignet-sur-l'Andelot          | 03182      | Monteignétois    | 9,38             | 267 (2022)                        | 28                 |
| Montord                           | 03188      | Montorois        | 4,44             | 209 (2022)                        | 47                 |
| Nades                             | 03192      | Nadois           | 8,49             | 158 (2022)                        | 19                 |
| Naves                             | 03194      | Navois           | 8,13             | 137 (2022)                        | 17                 |
| Paray-sous-Briailles              | 03204      | Parodiens        | 22,18            | 615 (2022)                        | 28                 |
| Poëzat                            | 03209      | Poezatois        | 2,12             | 152 (2022)                        | 72                 |
| Saint-Bonnet-de-Rochefort         | 03220      | Saint-Bonnétois  | 16,36            | 714 (2022)                        | 44                 |
| Saint-Didier-la-Forêt             | 03227      | Saint-Didérois   | 33,59            | 388 (2022)                        | 12                 |
| Saint-Germain-de-Salles           | 03237      |                  | 11,59            | 426 (2022)                        | 37                 |
| Saint-Loup                        | 03242      | Saint-Loupains   | 17,62            | 572 (2022)                        | 32                 |
| Saint-Priest-d'Andelot            | 03255      |                  | 8,17             | 146 (2022)                        | 18                 |
| Saulcet                           | 03267      | Saulcétois       | 7,98             | 651 (2022)                        | 82                 |
| Saulzet                           | 03268      | Saulzetois       | 9,21             | 392 (2022)                        | 43                 |
| Sussat                            | 03276      | Sussatois        | 8                | 105 (2022)                        | 13                 |
| Target                            | 03277      | Targetois        | 26,47            | 247 (2022)                        | 9,3                |
| Taxat-Senat                       | 03278      | Senatois         | 13,62            | 211 (2022)                        | 15                 |
| Le Theil                          | 03281      | Theillois        | 28,92            | 388 (2022)                        | 13                 |
| Ussel-d'Allier                    | 03294      | Usselois         | 8,02             | 168 (2022)                        | 21                 |
| Valignat                          | 03295      | Valignatois      | 2,32             | 65 (2022)                         | 28                 |
| Veauce                            | 03302      | Veauciens        | 3,54             | 39 (2022)                         | 11                 |
| Verneuil-en-Bourbonnais           | 03307      | Verneuillois     | 14,14            | 237 (2022)                        | 17                 |
| Vicq                              | 03311      | Vicquois         | 13,25            | 294 (2022)                        | 22                 |

### Démographie
| 1968   | 1975   | 1982   | 1990   | 1999   | 2010   | 2015   | 2021   |
| ------ | ------ | ------ | ------ | ------ | ------ | ------ | ------ |
| 35 993 | 34 257 | 33 168 | 32 176 | 32 336 | 33 552 | 33 839 | 33 768 |

## Administration

### Siège
Le siège de la communauté de communes est situé à Saint-Pourçain-sur-Sioule. Deux antennes sont établies à Gannat et à Ébreuil.

### Les élus
La communauté de communes est gérée par un conseil communautaire composé à la suite du renouvellement des conseils municipaux de 86 conseillers représentant chacune des communes membres.
La répartition des conseillers par commune est la suivante :
| Nombre de conseillers | Communes                                     |
| --------------------- | -------------------------------------------- |
| 13                    | Gannat                                       |
| 11                    | Saint-Pourçain-sur-Sioule                    |
| 2                     | Bellenaves, Broût-Vernet, Chantelle, Ébreuil |
| 1                     | les 54 autres communes                       |

### Présidence
| Période          | Période                    | Identité            | Étiquette | Qualité                                                               |
| ---------------- | -------------------------- | ------------------- | --------- | --------------------------------------------------------------------- |
| 1er janvier 2017 | 27 janvier 2017            | Bernard Coulon      |           | Président de la communauté de communes pendant la période transitoire |
| 27 janvier 2017  | En cours (au 11 août 2024) | Véronique Pouzadoux | LR        | Maire de Gannat (depuis 2014)                                         |

Pendant la période transitoire s'étalant du 1er janvier 2017 au 4e vendredi de l'année, c'est-à-dire le 27 janvier 2017, le président de cet établissement public de coopération intercommunale est le doyen d'âge des présidents des trois intercommunalités fusionnées. Bernard Coulon, à la tête de la communauté de communes en Pays Saint-Pourcinois jusqu'au 31 décembre 2016, a assuré la présidence durant cette période transitoire.
À la suite du conseil communautaire tenu le 12 janvier 2017 à Gannat, Véronique Pouzadoux, maire de Gannat, a été élue présidente de la communauté de communes, ainsi que les quinze vice-présidents.
| No | Identité                 | Qualité                                              | Délégation                                                                             |
| -- | ------------------------ | ---------------------------------------------------- | -------------------------------------------------------------------------------------- |
| 1  | Bernard Coulon           | Ancien maire de Saint-Pourçain-sur-Sioule            | Développement économique et touristique                                                |
| 2  | Daniel Reboul            | Ancien président de la CC Sioule, Colettes et Bouble | Commerce de proximité, accueil des nouvelles populations, maison de services au public |
| 3  | Robert Pinfort           | Maire de Saint-Germain-de-Salles                     | Aménagement du territoire, urbanisme                                                   |
| 4  | Gérard Laplanche         | Maire de Fleuriel                                    | Finances et recherche de financements                                                  |
| 5  | Pierre A. Teriitehau     | Maire d'Ébreuil                                      | Développement durable et environnement                                                 |
| 6  | Claire Mathieu-Portejoie | Maire de Jenzat                                      | Petite enfance                                                                         |
| 7  | André Bidaud             | Maire de Chantelle                                   | Enfance, jeunesse, sport et numérique                                                  |
| 8  | Bernard Daniel           | Maire de Bayet                                       | Ressources humaines                                                                    |
| 9  | Pierre Houbé             | Maire de Broût-Vernet                                | Marchés publics, mutualisation                                                         |
| 10 | Dominique Bidet          | Maire de Bellenaves                                  | Insertion, solidarités, social, protection des territoires ruraux                      |
| 11 | Emmanuel Ferrand         | 1er adjoint à Saint-Pourçain-sur-Sioule              | Travaux, suivi du patrimoine                                                           |
| 12 | Noëlle Seguin            | Maire de Biozat                                      | Transport et mobilité                                                                  |
| 13 | Pierre Bidet             | Maire de Louchy-Montfand                             | Animations, associations, événements intercommunaux                                    |
| 14 | Gilles Journet           | Maire de Paray-sous-Briailles                        | Agriculture, viticulture, eau et assainissement                                        |
| 15 | Henri Giraud             | Maire de Saint-Bonnet-de-Rochefort                   | Habitat, gens du voyage                                                                |

Le 16 juillet 2020, Véronique Pouzadoux a été réélue présidente de la communauté de communes. Douze vice-présidents ont été désignés.
| No | Identité                 | Commune d'élection        | Délégation                                             |
| -- | ------------------------ | ------------------------- | ------------------------------------------------------ |
| 1  | Emmanuel Ferrand         | Saint-Pourçain-sur-Sioule | Développement économique, emploi et contractualisation |
| 2  | Stéphane Coppin          | Ébreuil                   | Animation, culture, sports et vie associative          |
| 3  | Gérard Laplanche         | Fleuriel                  | Finances, assurances et commande publique              |
| 4  | Claire Mathieu-Portejoie | Jenzat                    | Petite-Enfance, enfance et jeunesse                    |
| 5  | Daniel Reboul            | Naves                     | Services au public, portage de repas et logements      |
| 6  | Robert Pinfort           | Saint-Germain-de-Salles   | Urbanisme et habitat                                   |
| 7  | Jacques Gilibert         | Charroux                  | Tourisme, pleine-nature et hébergements touristiques   |
| 8  | Noëlle Seguin            | Biozat                    | Mobilités et santé                                     |
| 9  | Gilles Journet           | Paray-sous-Briailles      | Agriculture, viticulture, eau et énergies              |
| 10 | Arnaud Debrade           | Louroux-de-Bouble         | Economie de proximité et plan alimentaire territorial  |
| 11 | Pascal Palain            | Chantelle                 | Ressources Humaines et mutualisation                   |
| 12 | Martine Deschamps        | Saint-Didier-la-Forêt     | Travaux, patrimoine et chantiers d’insertion           |

### Compétences
L'intercommunalité exerce des compétences qui lui sont déléguées par les communes membres.
À sa création, elle exerçait les quatre compétences obligatoires suivantes :
- aménagement de l'espace communautaire : schémas de cohérence territoriale et de secteur ; documents d'urbanisme ;
- actions de développement économique, dont création, aménagement, entretien et gestion de zones d'activité industrielle, commerciale, tertiaire, artisanale, touristique, portuaire ou aéroportuaire ; politique locale du commerce et soutien aux activités commerciales d'intérêt communautaire ; promotion du tourisme ;
- aménagement, entretien et gestion des aires d'accueil pour les gens du voyage ;
- collecte et traitement des déchets ménagers et assimilés.

La compétence « gestion des milieux aquatiques et prévention des inondations » est obligatoire depuis le 1er janvier 2018.
Les compétences optionnelles sont exercées sur le périmètre des trois anciennes communautés de communes :
- protection et mise en valeur de l'environnement et du cadre de vie (exercée par les trois anciennes communautés de communes) ;
- politique du logement et du cadre de vie (exercée par les trois anciennes communautés de communes) ;
- construction, entretien et fonctionnement d'équipements culturels et sportifs d'intérêt communautaire et d'équipements de l'enseignement pré-élémentaire et élémentaire d'intérêt communautaire (exercée par les communautés de communes en Pays Saint-Pourcinois et Sioule, Colettes et Bouble) ;
- création et gestion de maison de services au public (exercée par la communauté de communes Sioule, Colettes et Bouble) ;
- action sociale d'intérêt communautaire[Off 5].

Les compétences facultatives, ou supplémentaires, sont exercées sur le périmètre des trois anciennes communautés de communes, parmi :
- actions en faveur de la petite enfance ;
- actions en faveur de l'enfance et de la jeunesse (construction, aménagement, entretien et gestion des accueils de loisirs de Bellenaves, de Louchy-Montfand et de Mazerier) ;
- construction, aménagement, entretien et gestion de maisons pluriprofessionnelles de santé ;
- études, réalisations et gestion des équipements touristiques et de pleine nature.

### Régime fiscal et budget
Le régime fiscal de la communauté de communes est la fiscalité professionnelle unique (FPU).

## Projets et réalisations
- Voie verte du Val de Sioule : réalisation d'une voie verte de 26 km, dont 17 sur le tracé de la ligne de La Ferté-Hauterive à Gannat[Off 6].